# Gazu-hyakki-yakō
Gazu-hyakki-yakō (jap. 画図百鬼夜行; "Ilustrowana nocna parada stu demonów") – opublikowany w 1776 r. zbiór ilustracji, stanowiący katalog zjaw, duchów, demonów, straszydeł itp. (ogólna ich nazwa jap.: yōkai) autorstwa Sekiena Toriyamy. 
Zbiór demonów został podzielony na trzy części: "Cień" (jap. 陰 Kage), "Słońce" (jap. 陽 Hi) i "Wiatr" (jap. 風 Kaze).
Kontynuacją tego dzieła jest zbiór Konjaku-gazu-zoku-hyakki z 1779 r.

## Cień

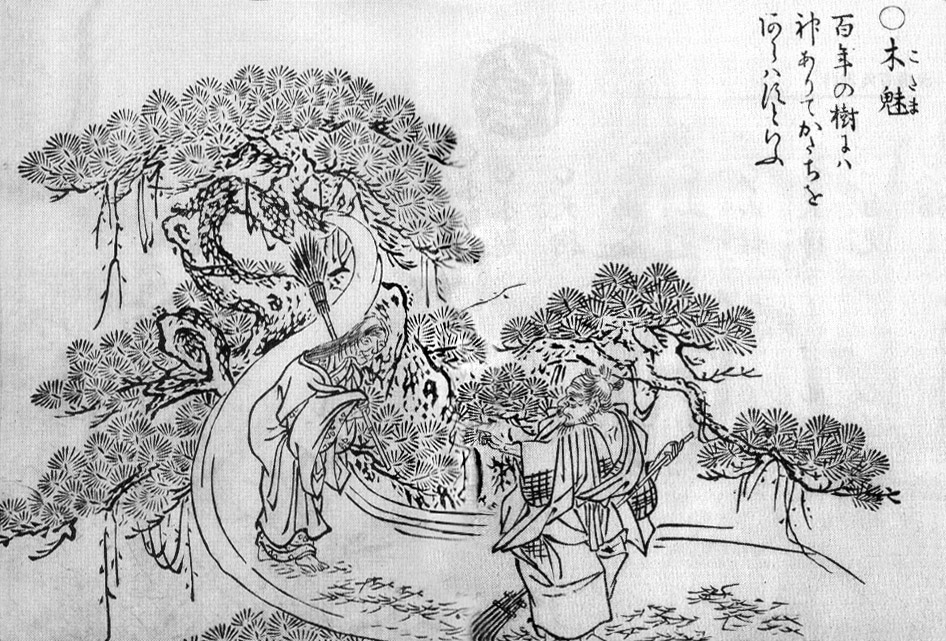
Kodama (jap. 木魅)
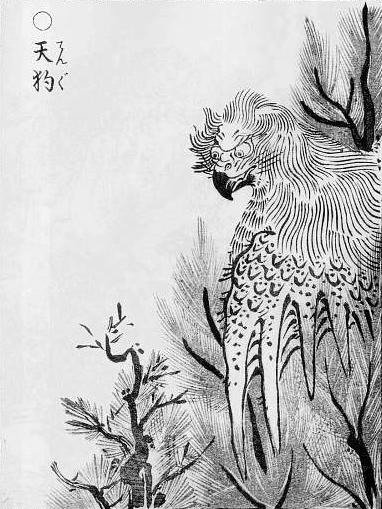
Tengu (jap. 天狗)
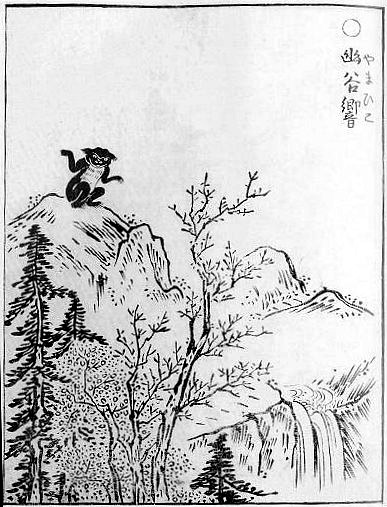
Yamabiko (jap. 幽谷響)
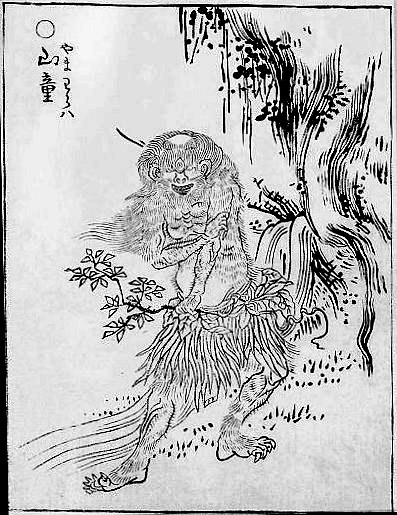
Yamawarawa (jap. 山童)
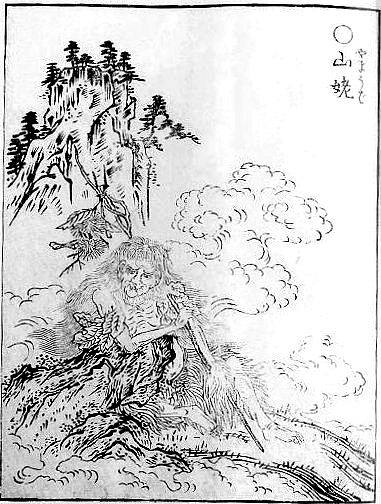
Yamauba (jap. 山姥)
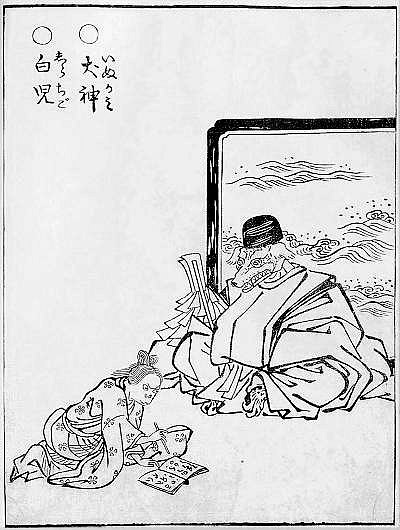
Inugami (jap. 犬神)
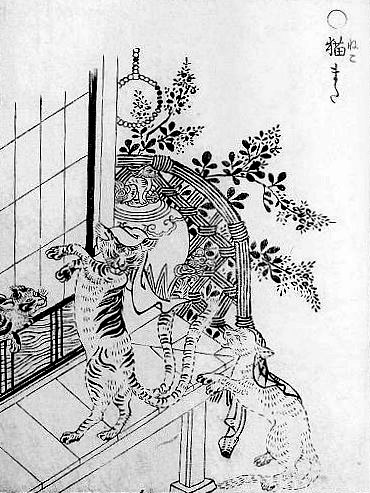
Nekomata (jap. 猫股)
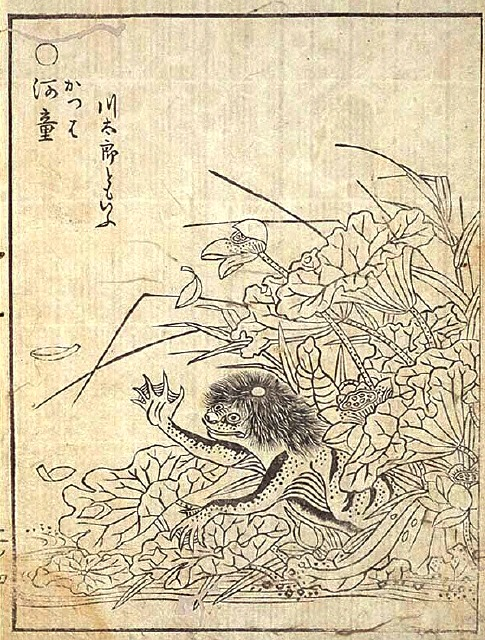
Kappa (jap. 河童)
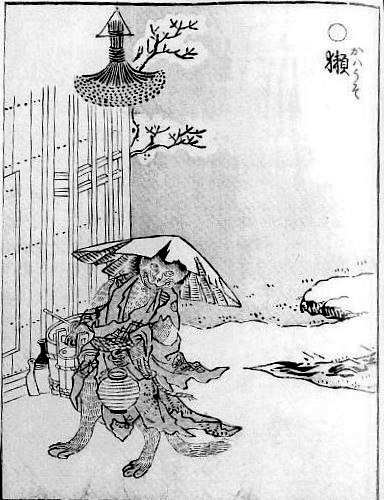
Kawauso (jap. 獺)
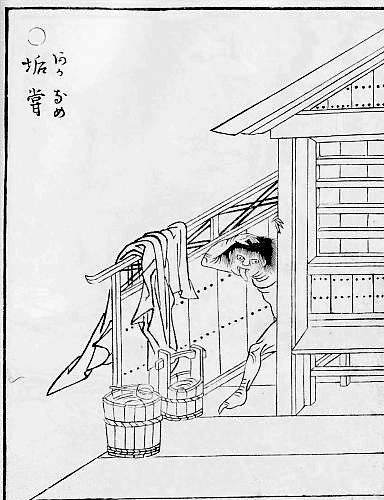
Akaname (jap. 垢嘗)
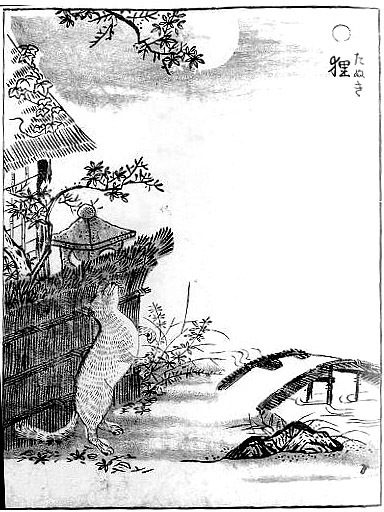
Tanuki (jap. 狸)
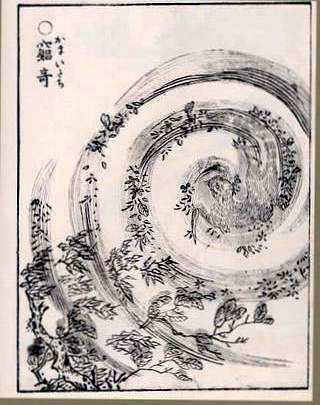
Kamaitachi (jap. 鎌鼬)
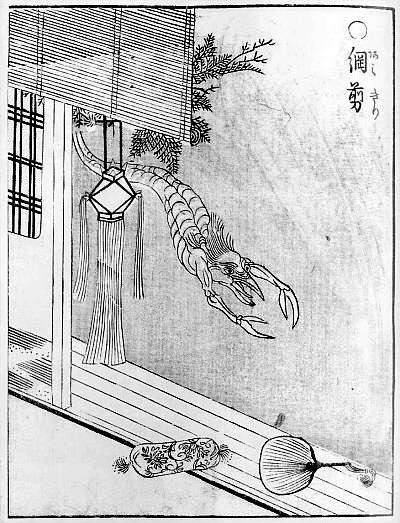
Amikiri (jap. 網剪)
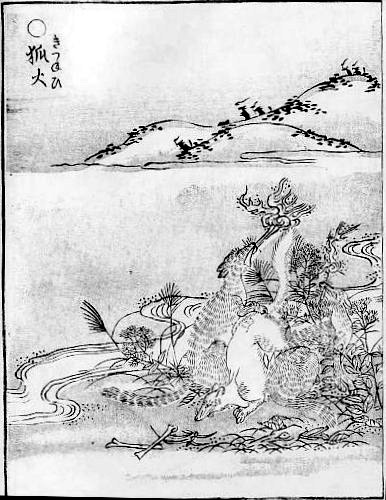
Kitsunebi (jap. 狐火)

## Słońce

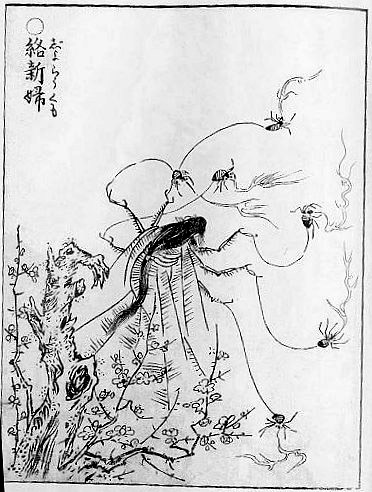
Jorōgumo (jap. 絡新婦 lub 女郎蜘蛛)
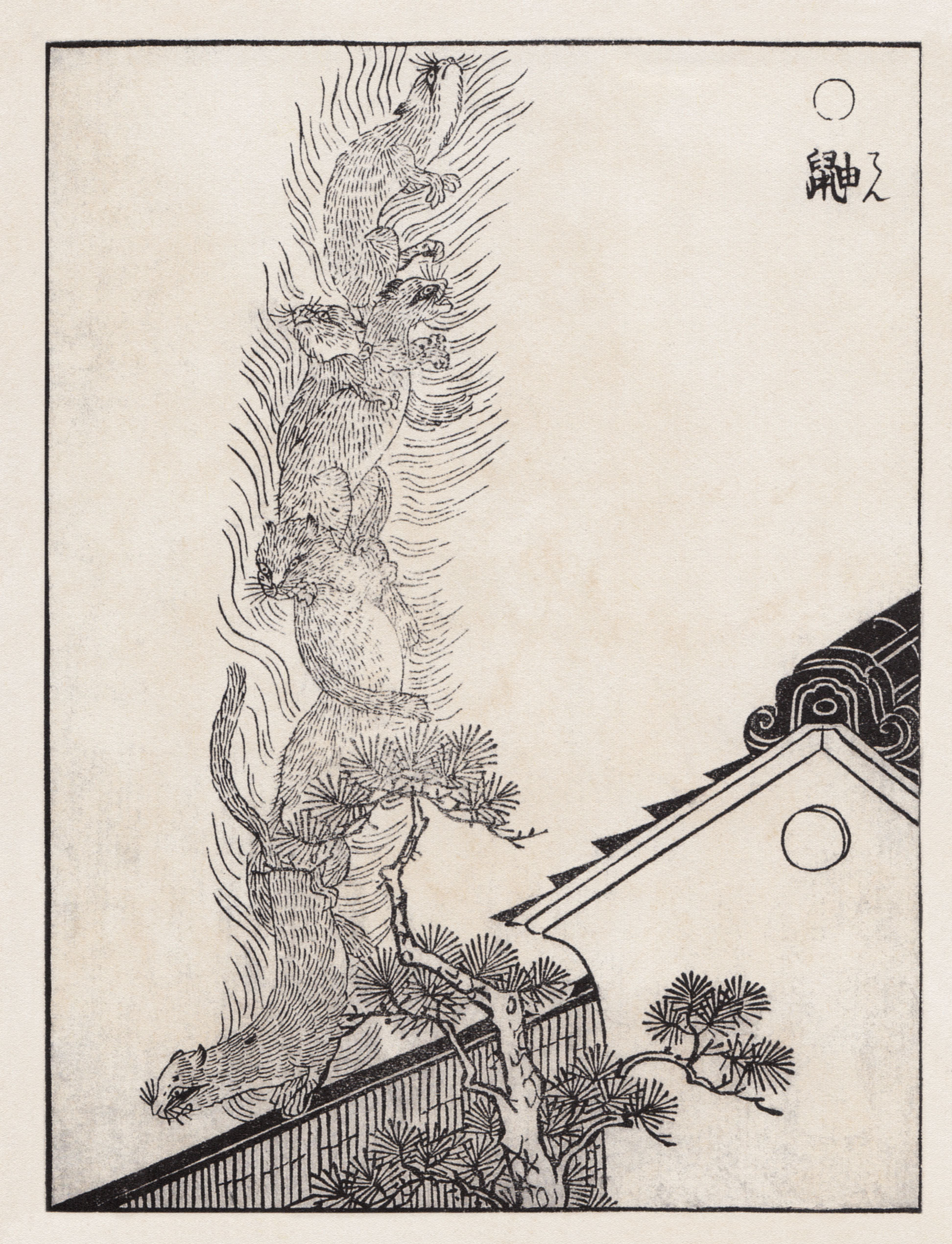
Ten (jap. 鼬)
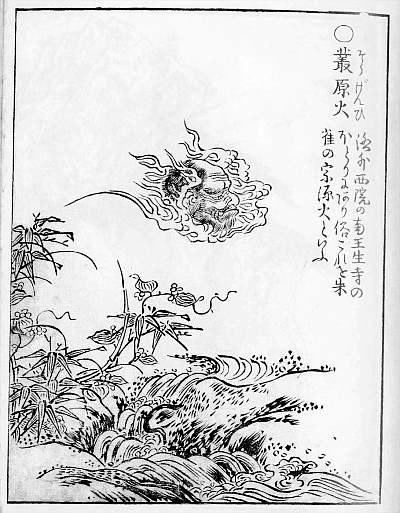
Sōgenbi (jap. 叢原火 lub 宗源火)
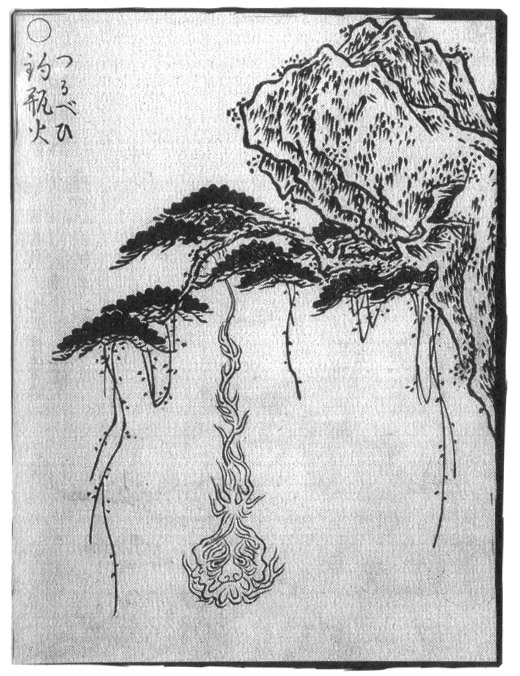
Tsurubebi (jap. 釣瓶火)
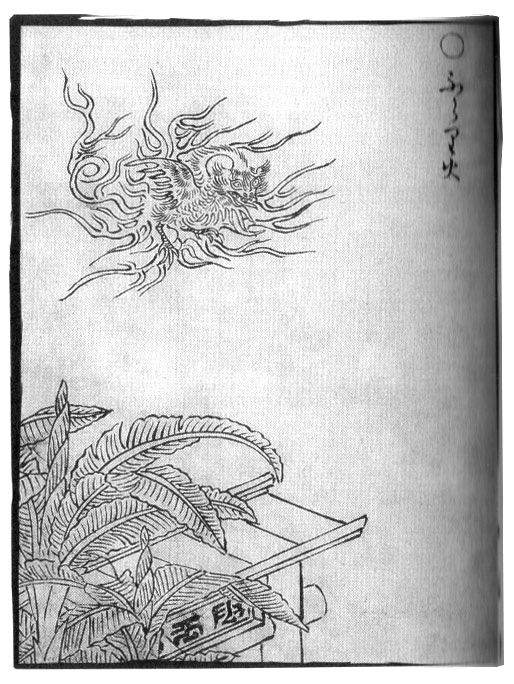
Furaribi (jap. ふらり火)
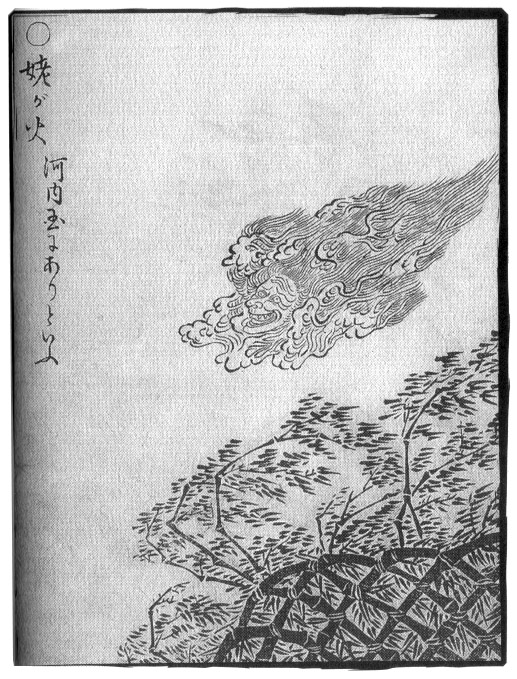
Ubagabi (jap. 姥ヶ火 lub 姥火)
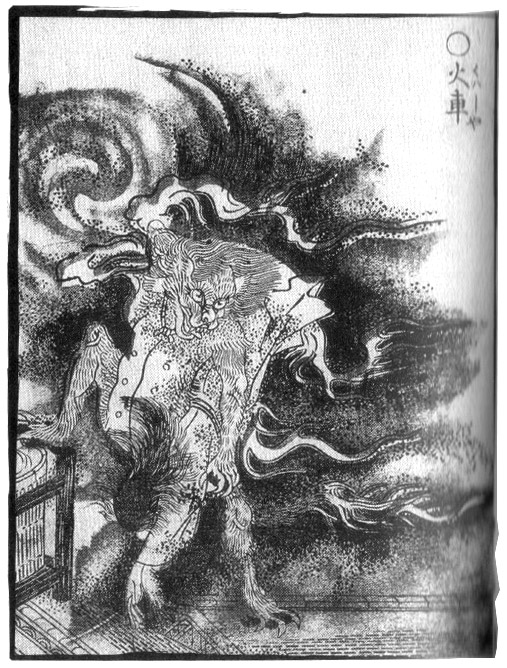
Kasha (jap. 火車 lub 化車)
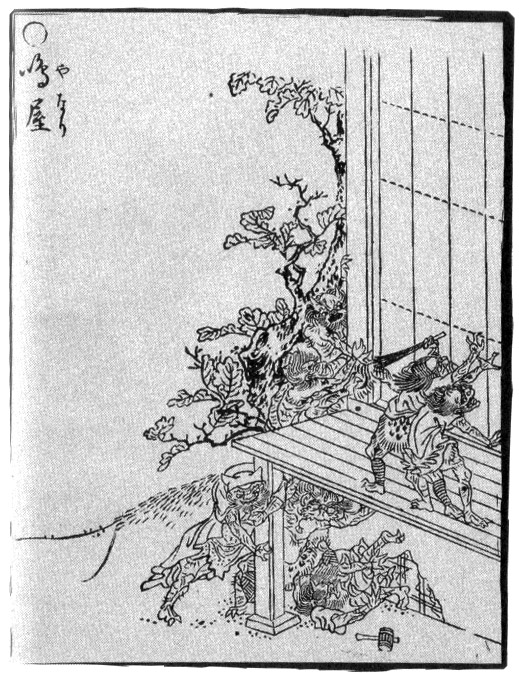
Yanari (jap. 家鳴 lub 鳴家)
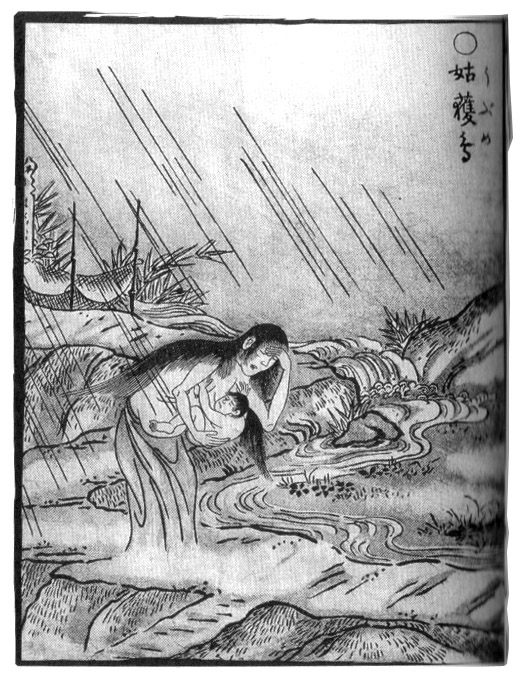
Ubume (jap. 産女 lub 姑獲鳥)
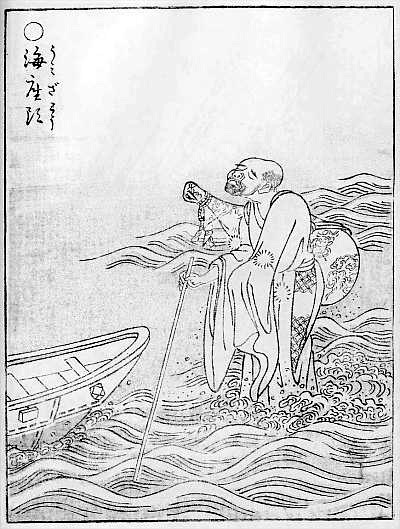
Umizatō (jap. 海座頭)
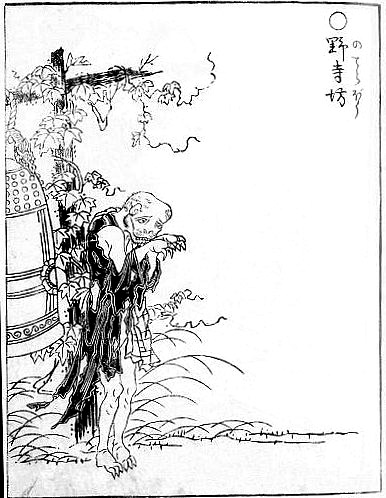
Noderabō (jap. 野寺坊)
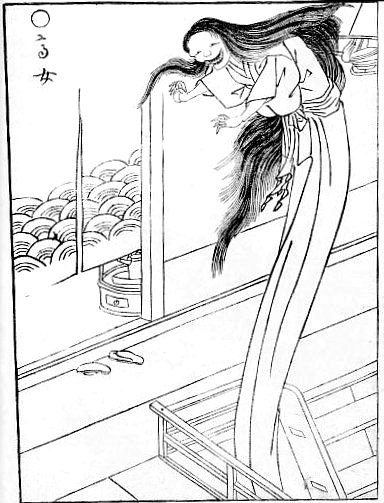
Takaonna (jap. 高女)
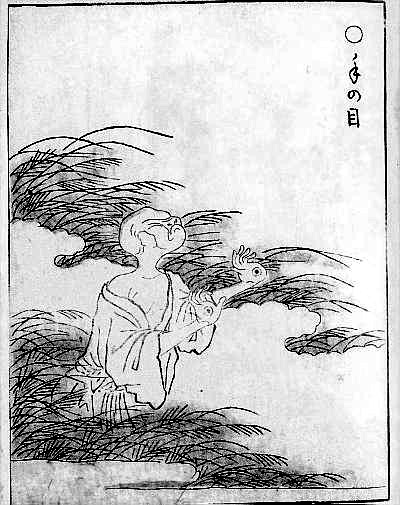
Tenome (jap. 手の目)
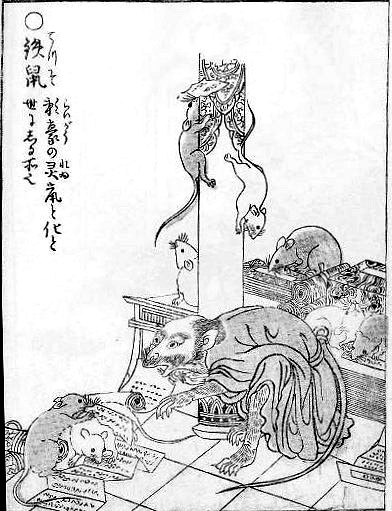
Tesso (jap. 鉄鼠)
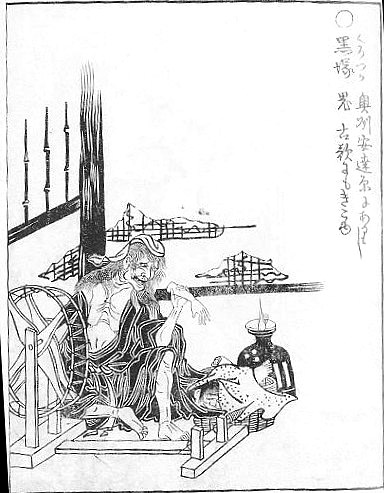
Kurozuka (jap. 黒塚)
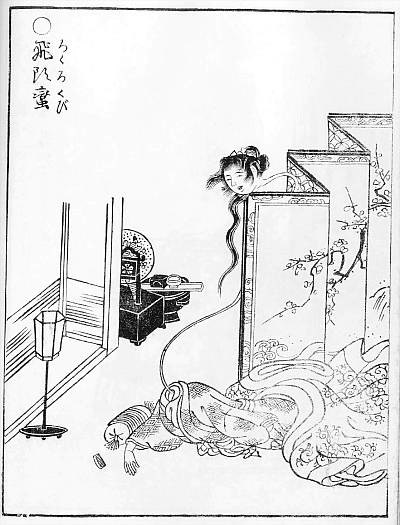
Rokurokubi (jap. 轆轤首)
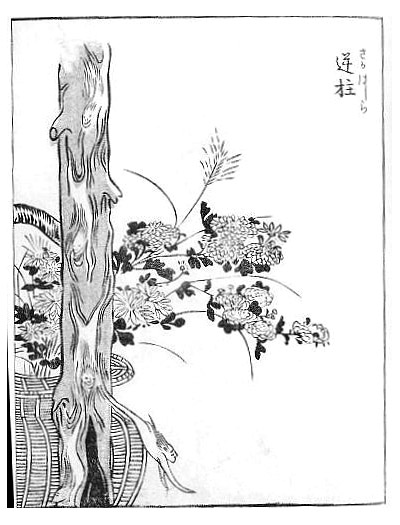
Sakabashira (jap. 逆柱)
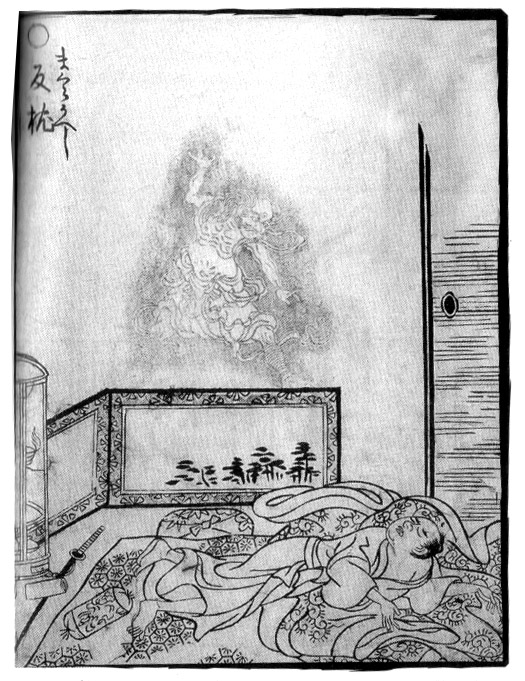
Makuragaeshi (jap. 枕返し lub 反枕)
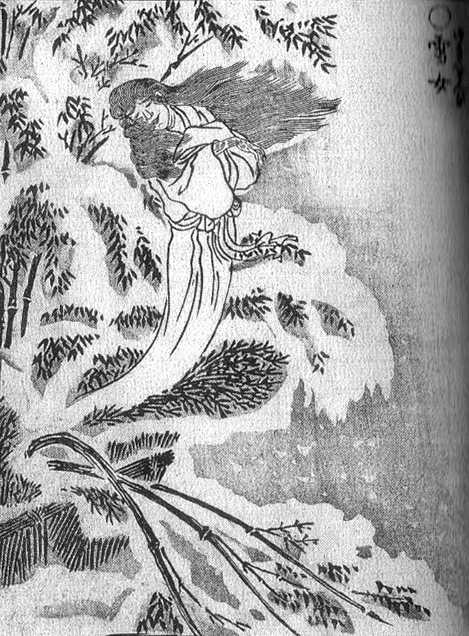
Yuki-onna (jap. 雪女)
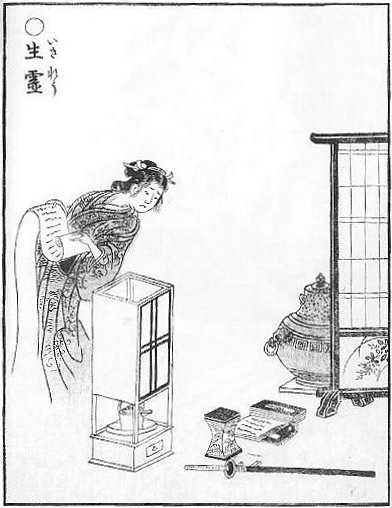
Ikiryō (jap. 生霊)
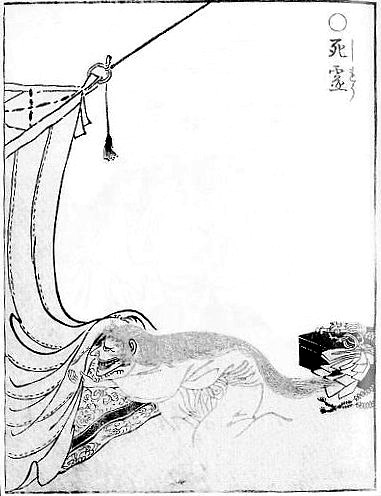
Shiryō lub Shirei (jap. 死霊)
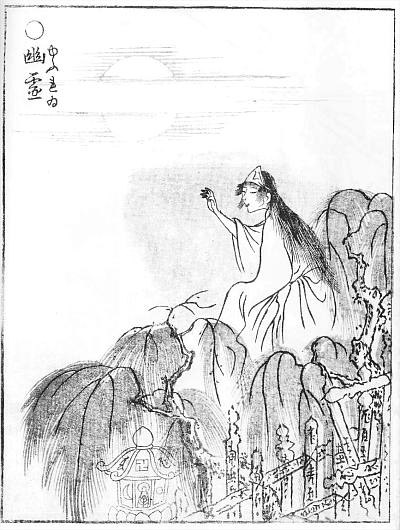
Yūrei (jap. 幽霊)

## Wiatr

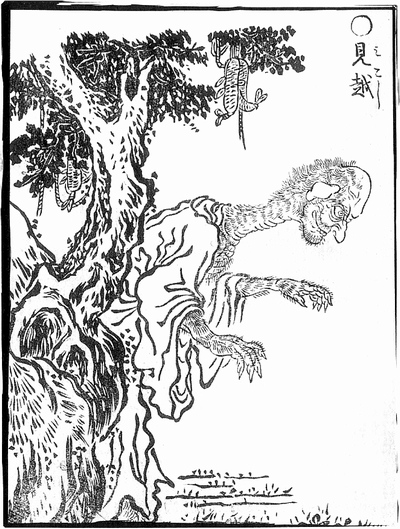
Mikoshi-nyūdō, lub Mikoshi (jap. 見越し入道, 見越)
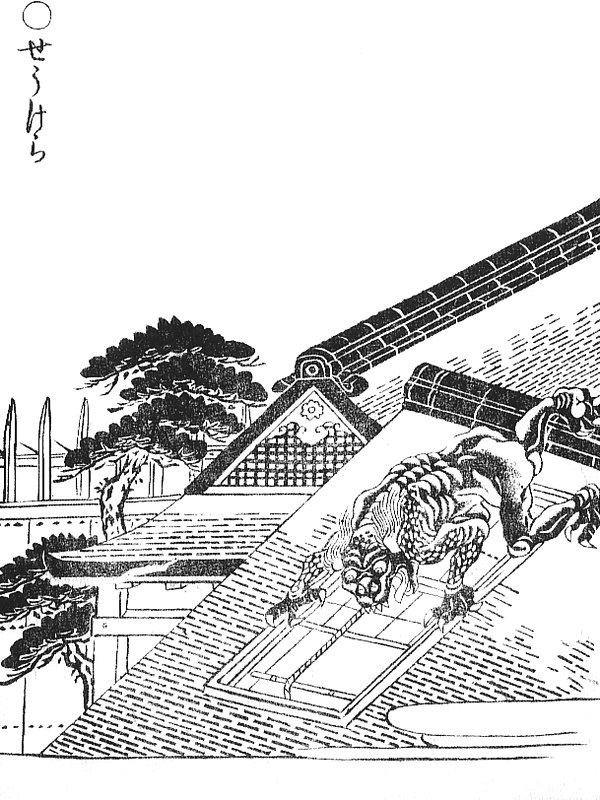
Shōkera (jap. 精螻蛄)
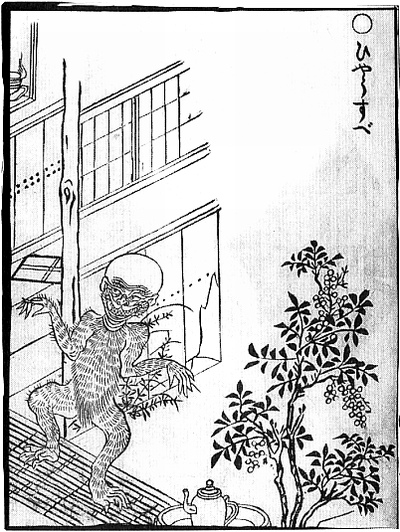
Hyōsube (jap. ひょうすべ)
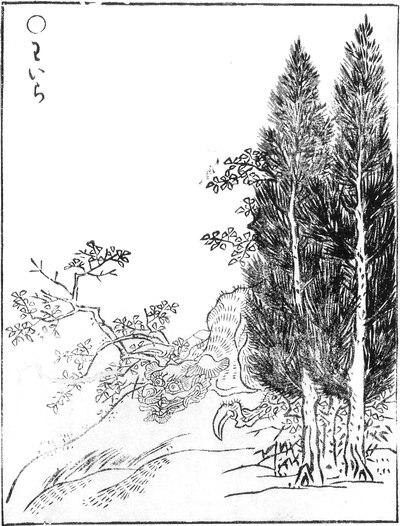
Waira (jap. わいら)
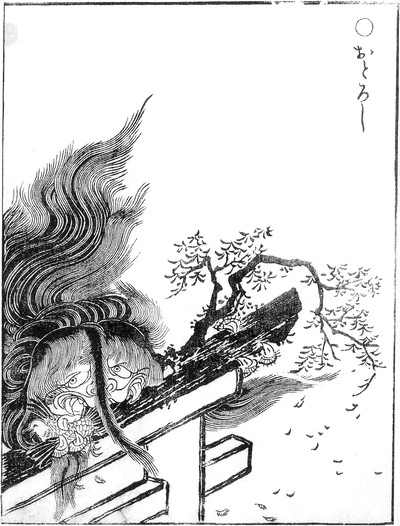
Otoroshi (jap. おとろし)
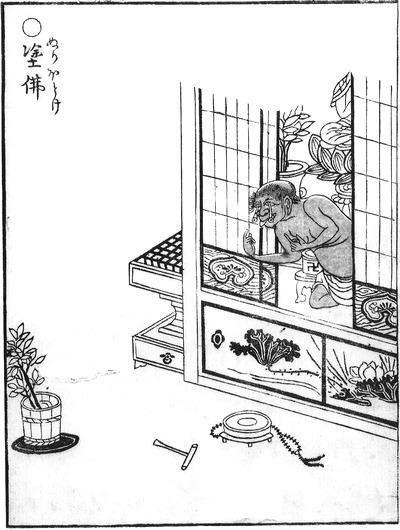
Nuribotoke (jap. 塗仏)
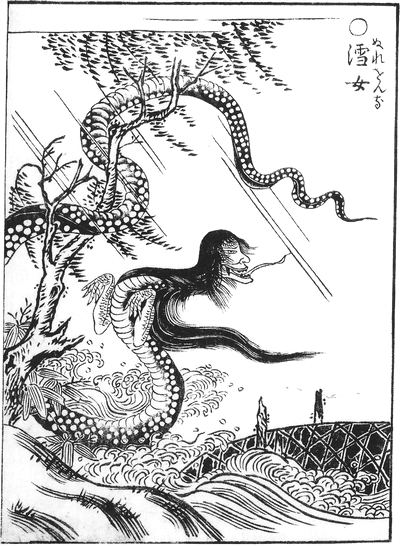
Nure-onna (jap. 濡れ女)
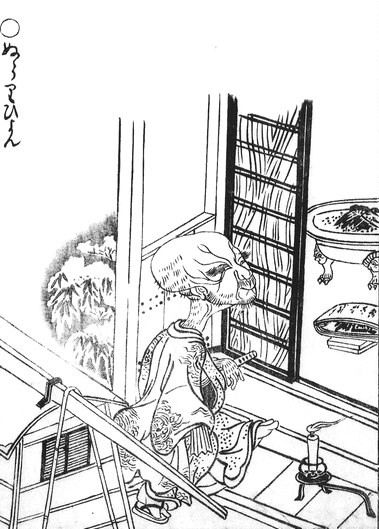
Nurarihyon (jap. ぬらりひょん)
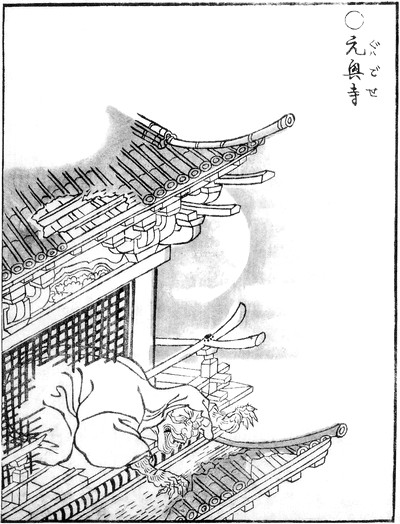
Gagoze (jap. 元興寺)
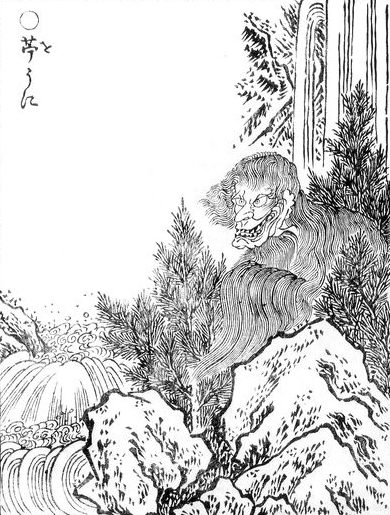
Ōni (jap. 苧うに)
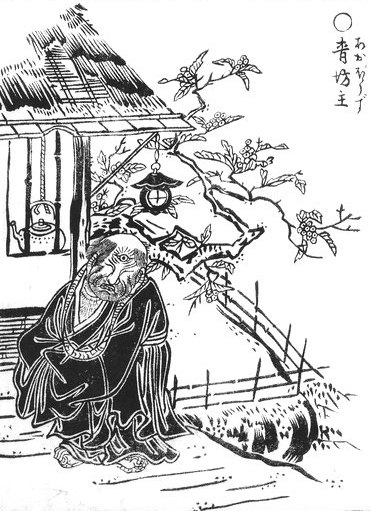
Aobōzu (jap. 青坊主)
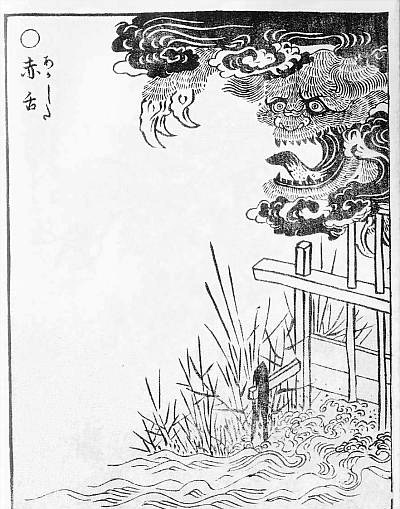
Akashita (jap. 赤舌)
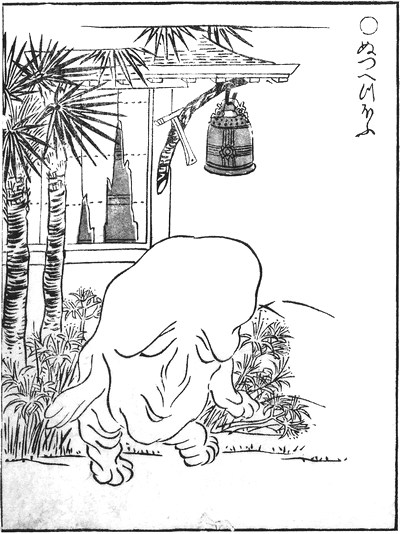
Nuppeppō (jap. ぬっぺっぽう, ぬっぺふほふ)
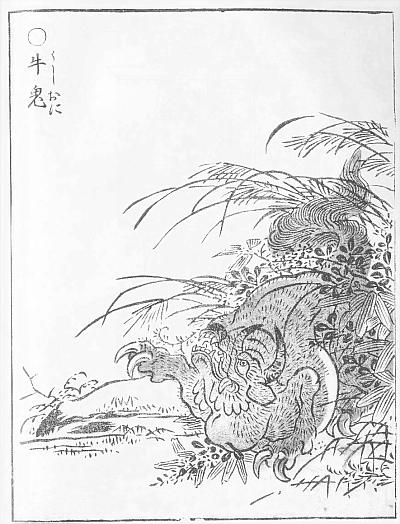
Ushioni (jap. 牛鬼)
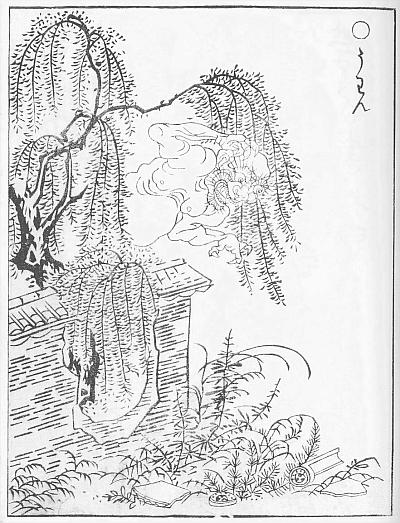
Uwan (jap. うわん)